# Tengiz Aūdany
Tengiz Aūdany är ett distrikt i Kazakstan.   Det ligger i oblystet Qaraghandy, i den centrala delen av landet, 240 km sydväst om huvudstaden Astana.